# Royaume des Odryses
 (juillet 2025).
Si vous disposez d'ouvrages ou d'articles de référence ou si vous connaissez des sites web de qualité traitant du thème abordé ici, merci de compléter l'article en donnant les références utiles à sa vérifiabilité et en les liant à la section « Notes et références ».
490/450 av. J.-C. – 46 ap. J.-C.
Entités précédentes :
- Balkans préhistoriques

Entités suivantes :
- Thrace romaine

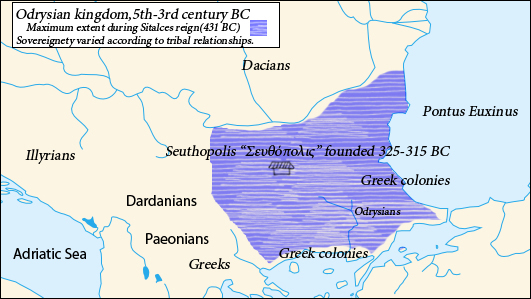
Le royaume des Odryses.

Le royaume des Odryses est un État antique issu de l'union de plusieurs peuples thraces entre le Ve et IIIe siècles av. J.-C. Il s'étend sur le sud et l'est de l'actuelle Bulgarie, jusque sur les côtes de l'actuelle Roumanie, sur le nord-est de la Grèce et la partie européenne de l'actuelle Turquie. Le roi Seuthès III en établit la capitale à Seuthopolis (aujourd'hui Kazanlak, en Bulgarie). Au IIe siècle av. J.-C., le royaume devient client de la République romaine ; en 46 le territoire des Odryses est annexé par Claude et transformé en province de Thrace. Une tradition historique née de Plutarque considère que Spartacus est un Odryse.

## Histoire

### Fondation et expansion du royaume odryse

La Grèce et les Balkans vers -336

L'État des Odryses est le premier royaume thrace unifié de la région, grâce à la fédération de plusieurs principautés autour d'un seul souverain : Térès Ier, fondateur de la dynastie des Téréïdes. Au début, cet État ne s'étend que sur la Thrace orientale et les côtes occidentales du Pont Euxin, jusqu'au delta du Danube. Après Térès Ier, il n'y a pas toujours un roi unique, mais souvent la prééminence d'un souverain principal sur des vice-rois appartenant à des branches de la même dynastie. Ils portent le titre de roi (Βασιλεύς). Plus tard, le territoire des Odryses s'étend significativement vers l'ouest jusqu'au bassin de la rivière Strymon au sud-ouest et à la région peuplée par les Triballes au nord-ouest. Ce vaste territoire qui englobe alors presque tout l'est des Balkans, est peuplé par une vingtaine de peuples thraces et daco-mésiennes qui, unies, peuvent mettre en œuvre une même politique interne et externe. Surmonter leurs divisions leur permet d'augmenter leur prospérité commune, par le commerce avec les Grecs, les Scythes et, au IVe siècle av. J.-C., les Celtes (Scordiques dans les Balkans, Galates en Anatolie).
Selon Hérodote et Thucydide, une dynastie royale émerge parmi les Odryses en Thrace vers la fin du Ve siècle av. J.-C. : elle finit par dominer une grande partie de la région et des peuples entre le Danube et la mer Égée au siècle suivant.

### Structure politique et culturelle
Les élites odryses, adeptes d'un culte à mystères propre aux Thraces, s'hellénisent mais influencent aussi la Grèce par le biais des religions à mystères comme l'orphisme (dans le mythe, Orphée est un prince thrace). Le grec devient la langue officielle de la cour. Les coutumes et traditions grecques contribuent à la refonte de la société à l'est des Balkans. Les rois Odryses sont généralement connus dans le monde extérieur comme rois de Thrace, mais leur pouvoir ne s'étend pas uniformément et constamment à toutes les Thraces.
Les limites du royaume varient selon les relations entre les aristocrates et le roi, et la nature du pouvoir royal est souple. Traditionnellement, l'Odrysée est divisée en deux royaumes associés : au sud et à l'est l'Astée, correspondant à la zone d'influence des cités maritimes fortement hellénisées de la côte thrace (du grec asty, la cité), au nord et à l'ouest la Sapée, correspondant aux zones rurales de l'intérieur (du thrace sapos, le village). Cette division en deux royaumes apparaît constamment dans l'histoire de l'Odrysée et se double parfois, sur les trônes, d'un « jeu de chaises musicales » ou de co-règnes : ainsi à la mort du fondateur Térès Ier, vers 445 av. J.-C., deux de ses fils, Spardacos et Sitalcès, règnent en association et les héritiers de ces deux frères et de leurs cousins, tous descendants de Térès Ier. Ils alternent au pouvoir, soit en partageant pacifiquement celui-ci, soit en s'opposant, comme Seuthès II qui obtint, avec l'aide des soldats grecs de Xénophon, que son cousin Amadocos Ier lui cède une partie du royaume en 405 av. J.-C.
Sitalcès se révèle être un bon stratège. Il amène les aristocrates hostiles à reconnaître sa souveraineté en maniant la « carotte » (négociation et avantages pour les chefs) et le « bâton » (campagnes militaires). Le riche État qui s'étend ainsi entre le Danube à la mer Égée construit des routes pour développer les échanges et crée une puissante armée. En 429 av. J.-C., Sitalcès, menacé au sud-ouest et allié d'Athènes (son principal client du point de vue commercial), organise une offensive d'envergure contre les Macédoniens, avec une grande armée thrace. Selon Thucydide, elle comprend plus de 150 000 hommes, mais, confronté à un hiver plus rude que d'habitude et manquant de ravitaillement, Sitalcès est obligé de faire retraite : la Macédoine est sauvée.

### Déclin et intégration dans l’Empire romain

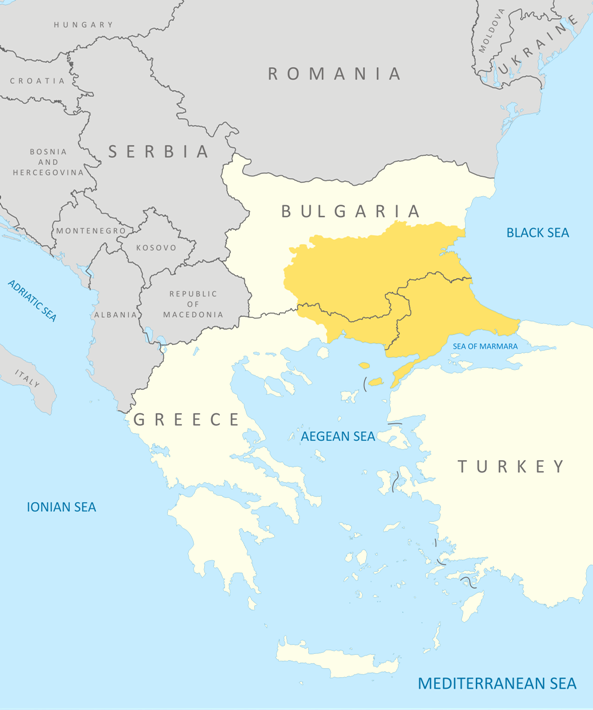
Thrace moderne.

Au IVe siècle av. J.-C., l'Odrysée s'affaiblit et se divise en trois petits royaumes, dont l'un, autour de la capitale Seuthopolis en Sapée, survit plus longtemps que les deux autres. Au cours de l'époque hellénistique, l'Odrysée est à plusieurs reprises vassale et/ou alliée de Philippe II de Macédoine puis de son fils Alexandre le Grand, du général Zopyrion, du Diadoque puis roi de Thrace Lysimaque, de Ptolémée II et Philippe V, et même à un moment des Scordiques celtes, qui créent en Thrace le royaume voisin de Tylis.
Au milieu du IIe siècle av. J.-C., le royaume des Odryses devient client de la République romaine tandis que les autres États thraces sont intégrées ou soumises par les Romains. La région passe ainsi sous contrôle romain. Au nord du Haemos, en Mésie désormais province romaine, les Thraces sont progressivement romanisés tandis qu'au sud où ils sont hellénisés ; dans cette région l'Odrysée se maintient encore et sa culture perdure (voir « Ligne Jireček »). Vers 100 av. J.-C., c'est un roi originaire d'Astée qui règne sur l'Odrysée jusqu'à la mort de Rhescuporis II tué par les Besses voisins en 13 av. J.-C. Les armées romaines viennent libérer le royaume : Rome « se paye » pour cette aide en annexant l'Astée et Auguste confie le trône Odryse, vacant depuis la mort de Rhescuporis II, au roi Sapéen Rhémétalcès Ier. Celui-ci règne de 11 av. J.-C. à 12 apr. J.-C. mais, après deux ans de règne, il est écarté par les Romains qui souhaitent un pouvoir plus fort dans la région.
Le jeune neveu de Rhémétalcès Ier, Cotys VIII lui succède, mais est assassiné par l'un de ses cousins, Rhescuporis III. Rome intervient à nouveau, capture, juge, condamne et exécute Rhescuporis en 19 ; puis ce sont les jeunes fils de Cotys et Rhescuporis qui deviennent co-rois sous la tutelle des Romains. Ces derniers renforcent ainsi leur contrôle sur la région, comme ils l'ont déjà fait ailleurs (royaume de Numidie). À l'inverse de Tibère, Caligula distribue les divers royaumes de l'Orient romain à plusieurs rois et décide d'un nouveau partage de la Thrace vers 38 : le royaume des Odryses échoit entièrement à Rhémétalcès III, qui est assassiné par son épouse après huit ans de règne en 46. Le territoire de l'Odrysée est à ce moment purement et simplement annexé par Claude et transformé en province de Thrace.
En dépit de son effacement politique, l'influence culturelle du royaume des Odryses perdure sous l'Empire romain et rayonne bien au-delà de ses anciennes frontières, entre autres à travers les cultes à mystères. Il est par ailleurs possible que Spartacus soit originaire du royaume des Odryses, car un passage de Plutarque le situe comme un « Thrace de issue des Maïdes (en) vivant le long du fleuve Strymon » ; il s'agit là d'une région qui à cette époque appartenait au Royaume. Ses capacités de stratège et de meneur d'hommes, en tout cas, laissent penser qu'il a pu être éduqué dans l'élite d'un état structuré, et en Thrace, seul le royaume des Odryses répond à ces critères.

## Liste partielle des rois des Odryses
- Cotys | Rhémétalcès | Rhescuporis | Sadalas |Seuthès III

## Galerie

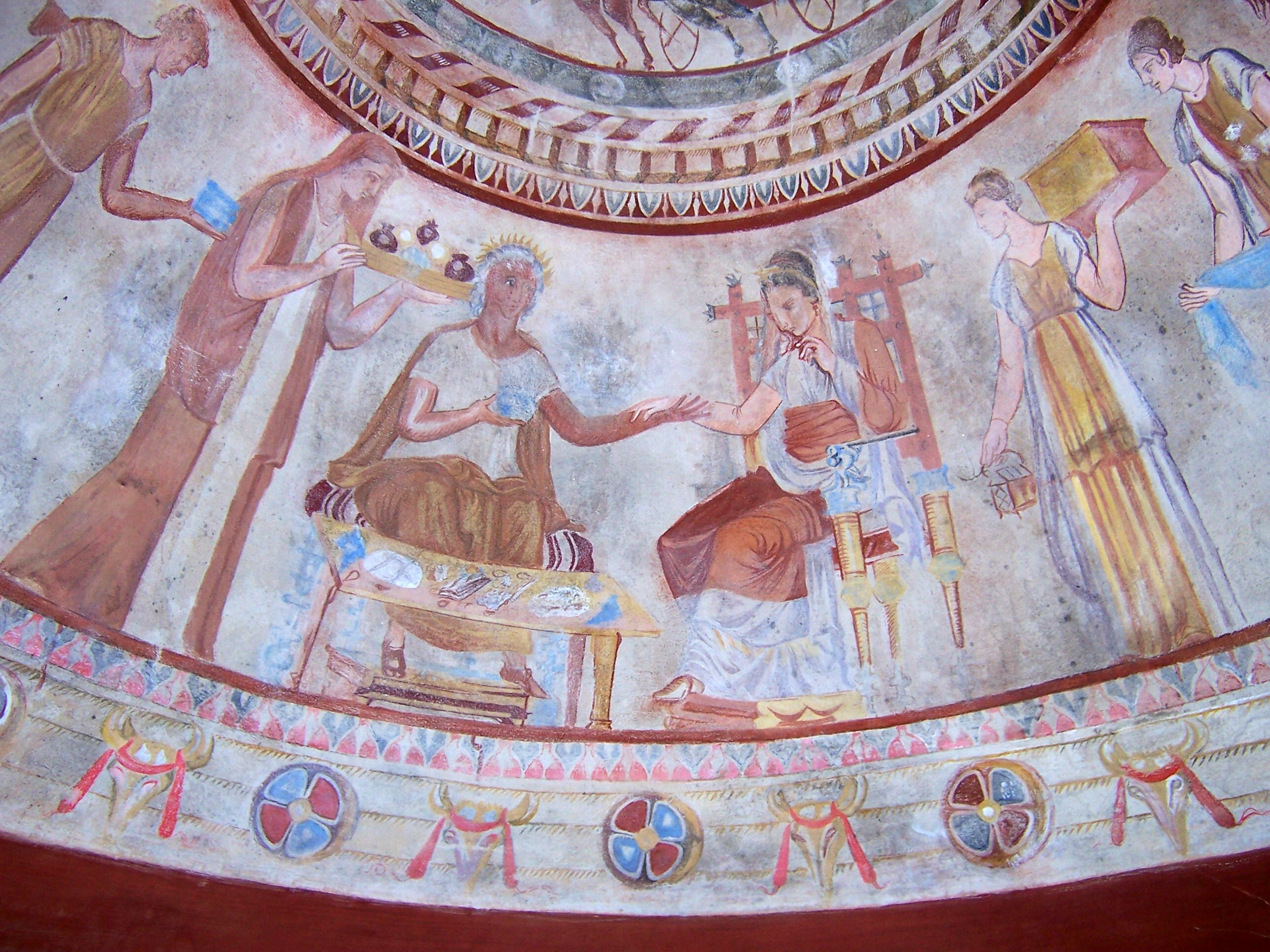
Reconstitution d'une fresque des tombeaux princiers de Seuthopolis.
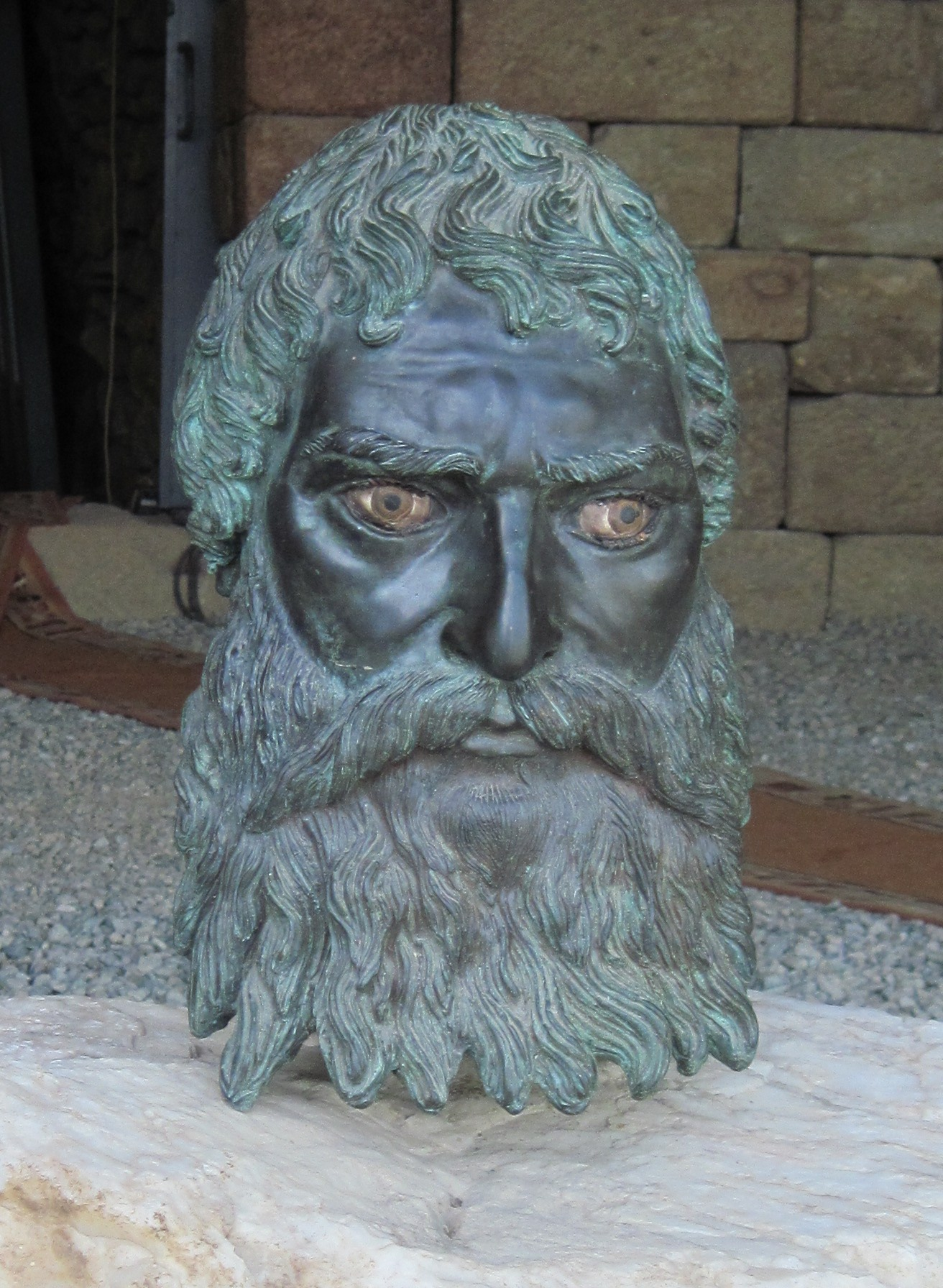
Copie de la tête en bronze de Seuthès III trouvée dans son tombeau à Seuthopolis ; original conservé au musée archéologique de Sofia.
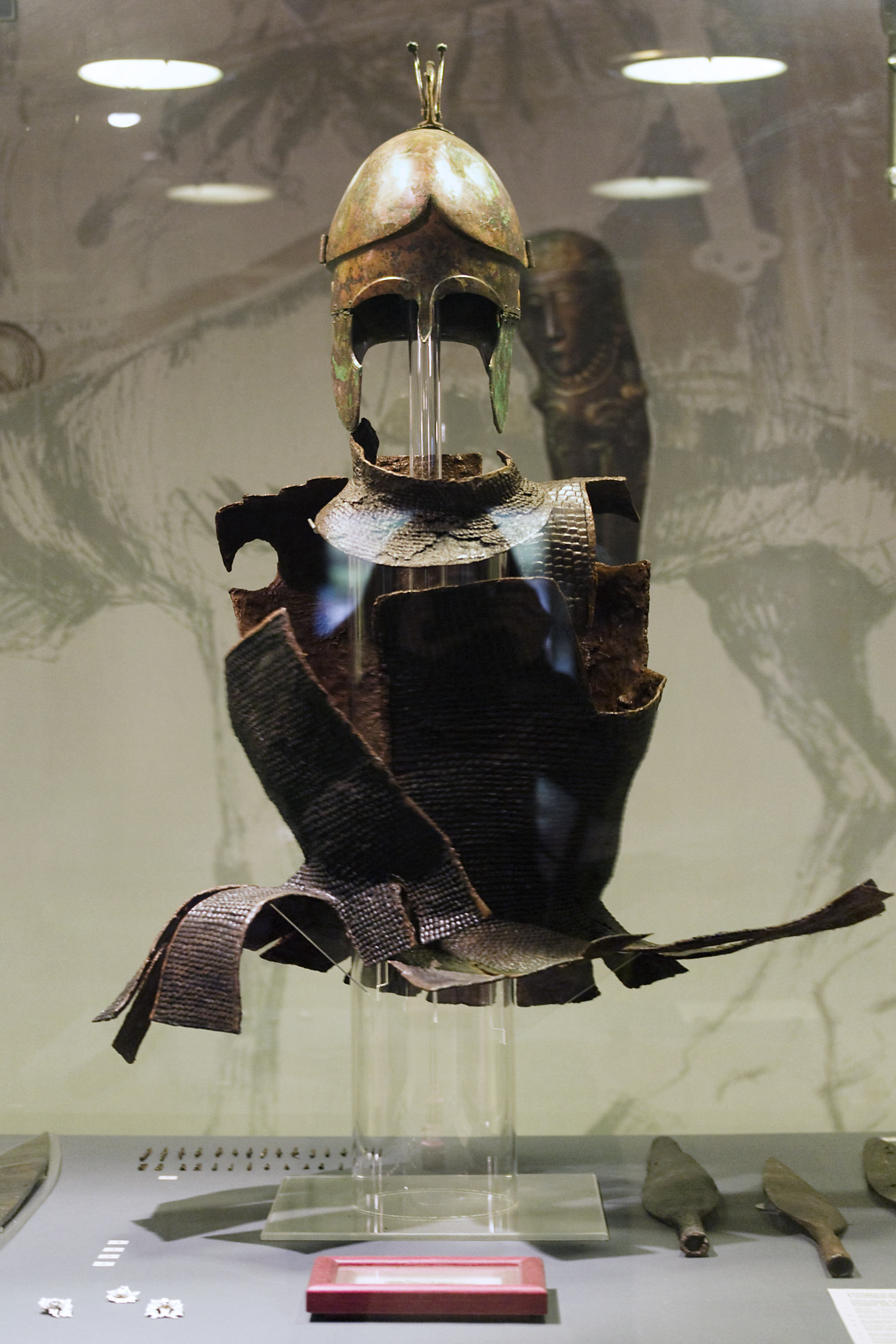
Armure et casque Odryses.
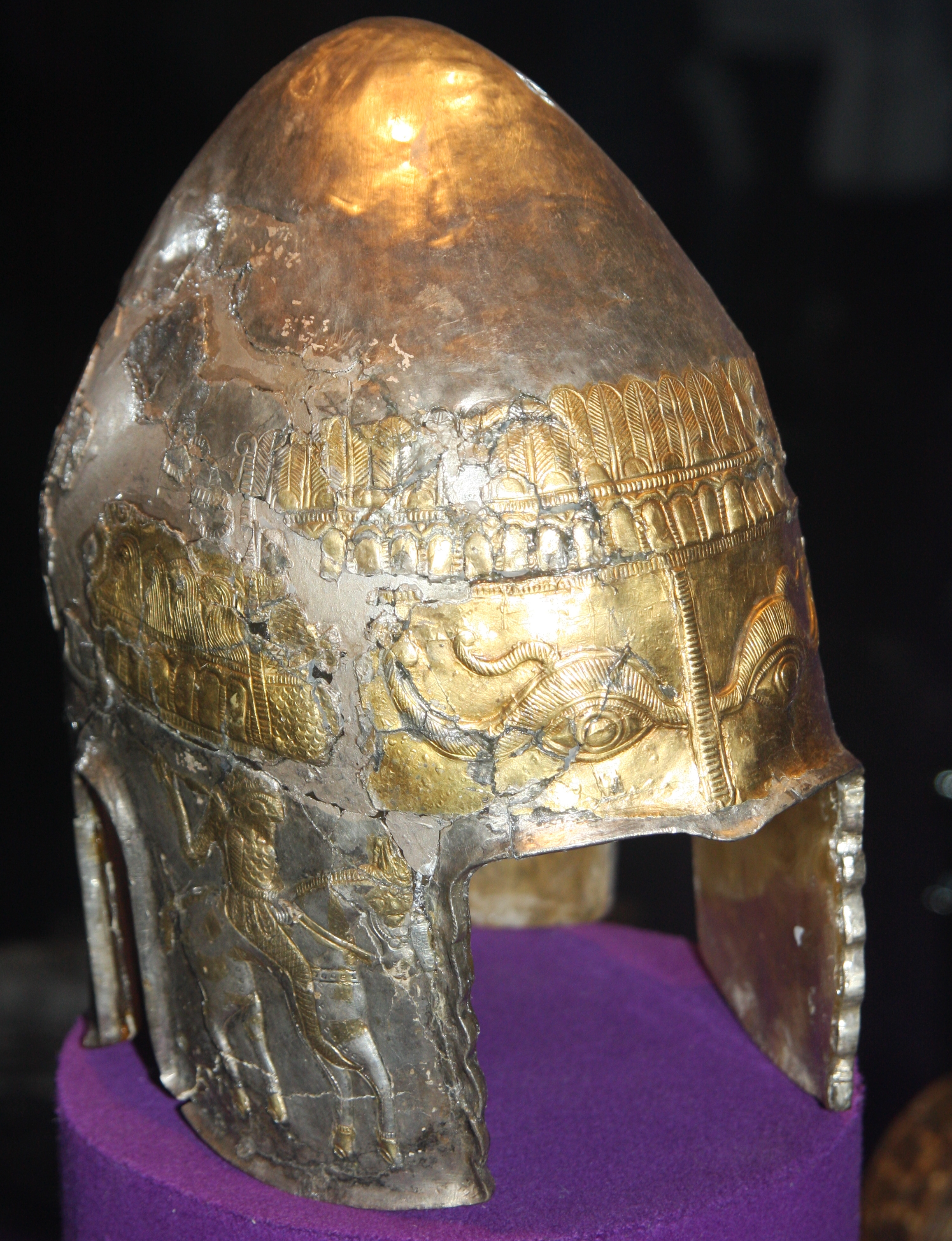
Heaume de Agighiol.
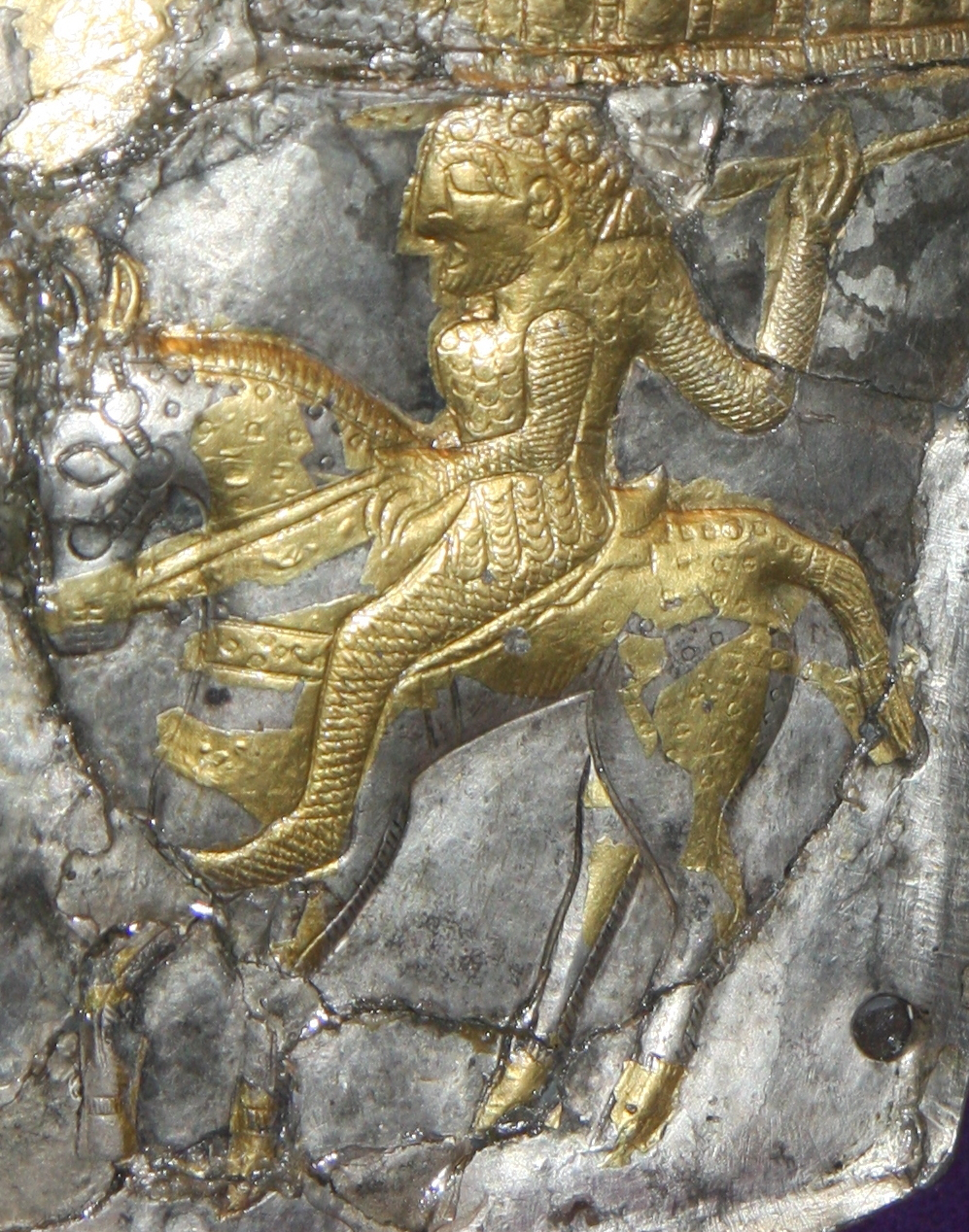
Détail du heaume d'Agighiol.
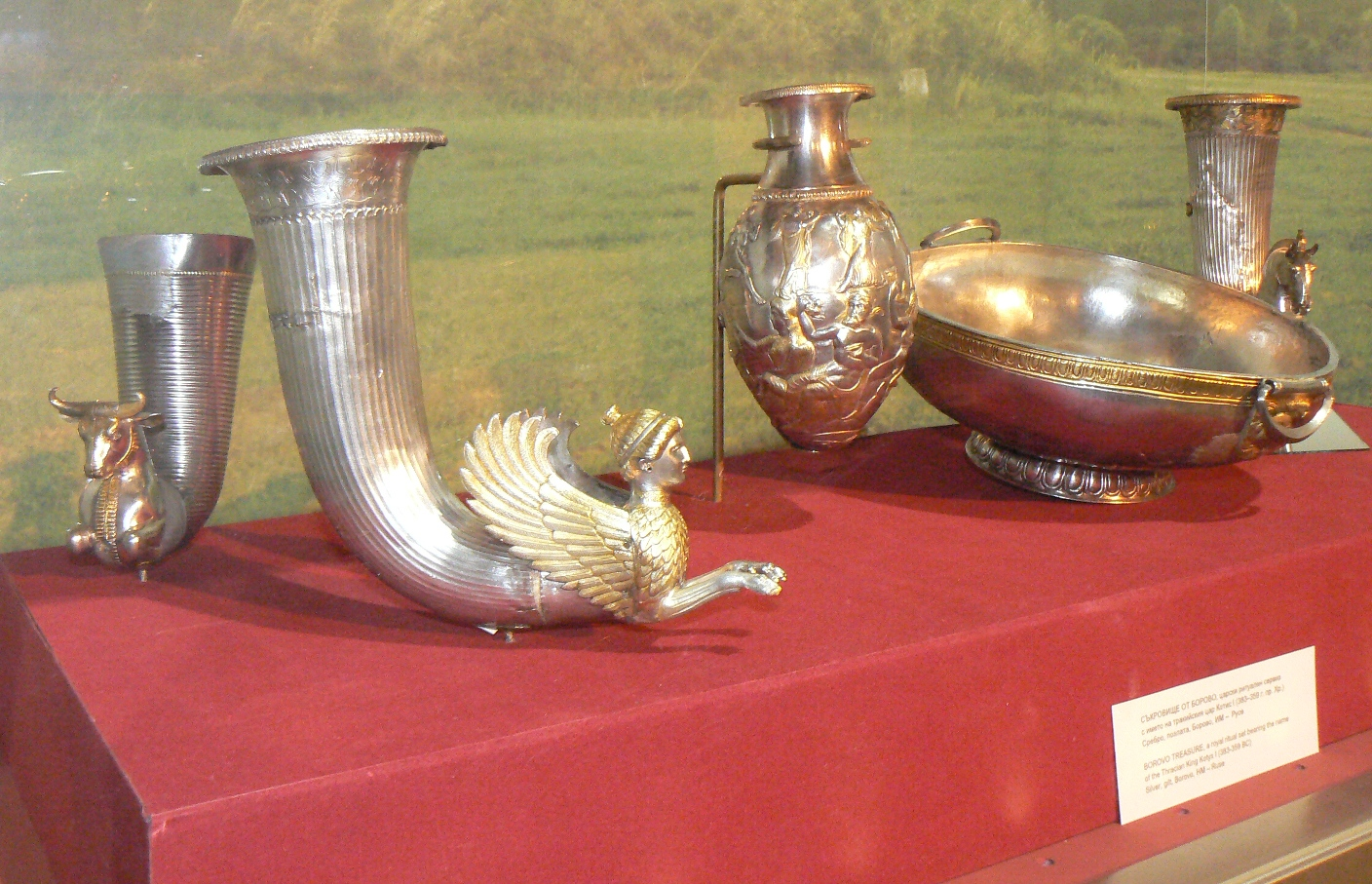
Trésor de Cotys Ier, Borovo.
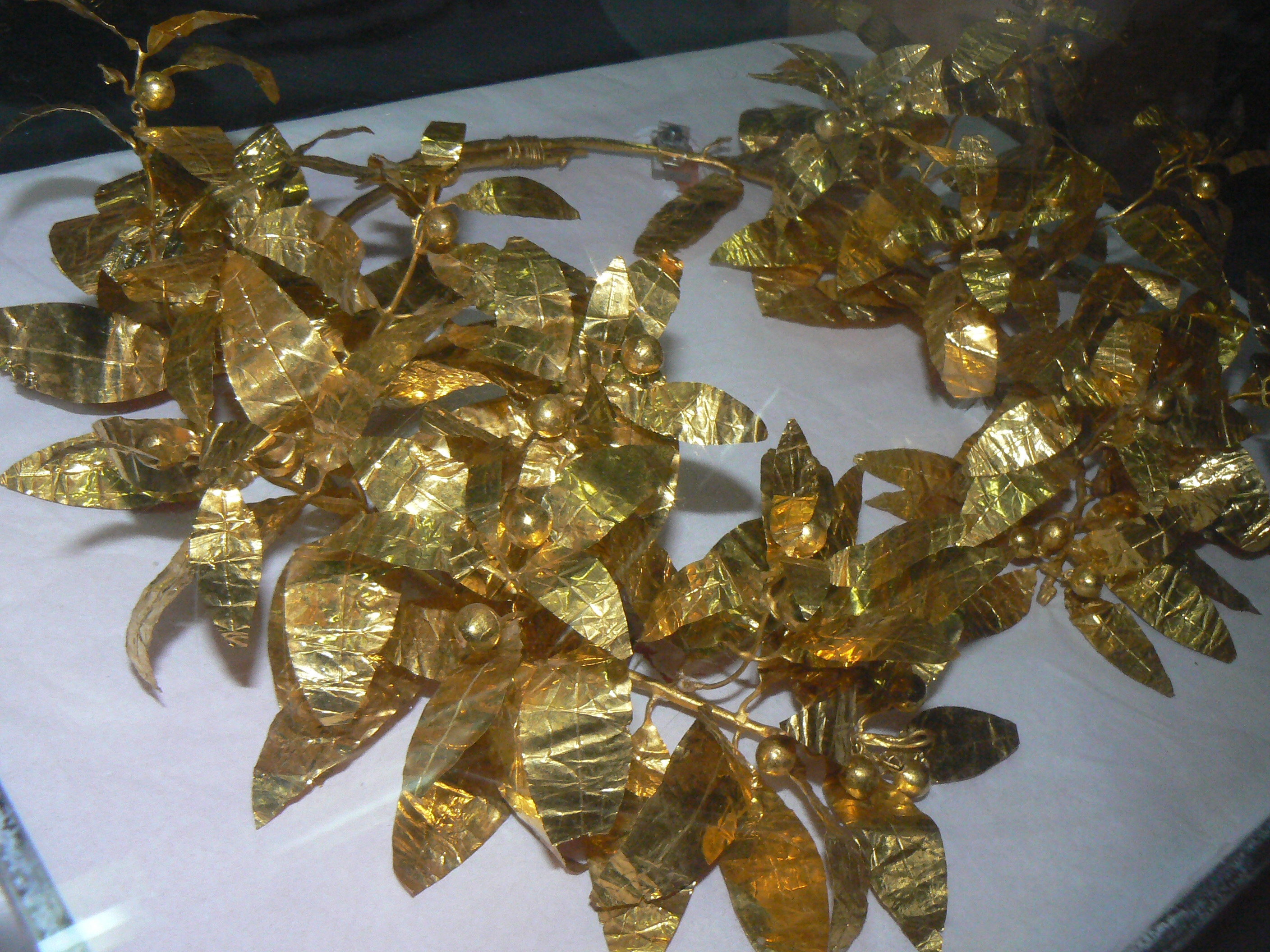
Sépulture de Mogilan.

### Source
- (en) Cet article est partiellement ou en totalité issu de l’article de Wikipédia en anglais intitulé « Odrysian kingdom » (voir la liste des auteurs).